# Sommarö, Korsholm
Sommarö är en halvö i Finland.   Den ligger i landskapet Österbotten, i den västra delen av landet, 400 km nordväst om huvudstaden Helsingfors. Sommarö ligger på ön Vasa Skärgård.